# Lucien Herr
Lucien Herr (Altkirch, 17 gennaio 1864 – Parigi, 18 maggio 1926) è stato un intellettuale francese. Pioniere del socialismo, fu tra i fondatori della Lega francese per la difesa dei diritti dell'uomo e del cittadino.

## Biografia

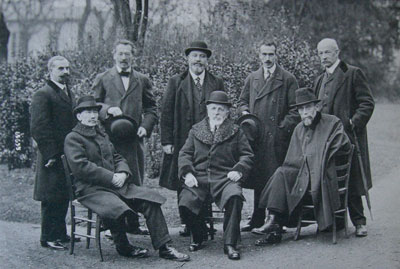
La lega nel 1920

Dopo aver completato gli studi alla École Normale Supérieure di Parigi nel 1886, viene assunto due anni dopo nella stessa come bibliotecario, carica che ricoprirà sino alla morte. Grande amante della filosofia politica (conosceva bene Fichte, Marx, Engels, così come Proudhon e i primi utopisti francesi) e della cultura tedesca, si batté durante tutto il corso della vita per la causa socialista.  Lo storico statunitense Joe Colton disse di lui che «non fu solo il consigliere e la guida di molte generazioni di studenti ma ne convertì un gran numero al socialismo». Anche Jean Jaurès e Léon Blum si "convertirono" a causa sua. Herr fu inoltre amico di Paul Nizan.  
Il grande potere carismatico e il ruolo importante all'interno della vita politica e del contesto culturale francese valsero ad Herr la considerazione di "eminenza grigia" della Terza Repubblica. 
Dopo lo scoppio nel 1894 del  caso Dreyfus, si schierò apertamente a favore del capitano francese, organizzando incontri con gli altri dreyfusards Émile Zola, Georges Clemenceau, Jean Jaurès, Bernard Lazare, Auguste Scheurer-Kestner e Charles Péguy, sino a pubblicare il 15 gennaio 1898 sul giornale Le Temps una petizione per la scarcerazione del militare, che tuttavia portò il governo francese ad aprire ulteriori procedimenti giudiziari nei confronti della fazione antigovernativa. 
Convinto pacifista, fu molto colpito dallo scoppio della prima guerra mondiale nel 1914. In seguito, nel 1920, venne incaricato a Berlino di negoziare il ricollegamento e l'approvvigionamento delle biblioteche francesi.
È sepolto in un cimitero del Seine-et-Oise.